# Ebertsmühle (Wörnitz)
Ebertsmühle ist ein Gemeindeteil der Gemeinde Wörnitz im Landkreis Ansbach (Mittelfranken, Bayern). Ebertsmühle liegt in der Gemarkung Wörnitz.

## Geografie
Die Einöde besteht heute aus fünf Wohngebäuden mit mehreren Nebengebäuden. Sie liegt am Ebertsmühlengraben, einem linken Zufluss der Wörnitz. Im Westen grenzt das Rohrfeld an. Im Norden, Osten und Süden ist sie von Erhebungen des Schillingsfürst-Wettringer Hardts, die Teil der Frankenhöhe ist, umgeben. Das Bergfeld im Osten liegt auf einer Höhe von 526 m ü. NHN, der Vetschenberg (529 m ü. NHN) befindet sich in einem Waldgebiet 1 km nördlich, der Kellerberg (534 m ü. NHN) ebenfalls in einem Waldgebiet 1 km südlich.
Ein Anliegerweg führt zu einer Gemeindeverbindungsstraße (0,1 km nordwestlich), die nach Bersbronn (0,4 km südwestlich) bzw. über die Höfstettermühle zur Kreisstraße AN 35 verläuft (1 km nordöstlich).

## Geschichte
Mit dem Gemeindeedikt (frühes 19. Jahrhundert) wurde Ebertsmühle dem Steuerdistrikt und der Ruralgemeinde Wörnitz zugewiesen.

### Einwohnerentwicklung
| Jahr      | 001818 | 001840 | 001861 | 001871 | 001885 | 001900 | 001925 | 001950 | 001961 | 001970 | 001987 |
| Einwohner | 12     | 10     | 15     | 12     | 10     | 13     | 12     | 12     | 12     | 10     | 6      |
| Häuser    | 2      | 2      |        |        | 3      | 3      | 3      | 2      | 2      |        | 2      |
| Quelle    | [ 5 ]  | [ 9 ]  | [ 10 ] | [ 11 ] | [ 12 ] | [ 13 ] | [ 14 ] | [ 15 ] | [ 16 ] | [ 17 ] | [ 1 ]  |

## Religion
Der Ort ist seit der Reformation evangelisch-lutherisch geprägt und bis heute nach St. Martin (Wörnitz) gepfarrt. Die Einwohner römisch-katholischer Konfession sind nach Kreuzerhöhung (Schillingsfürst) gepfarrt.